# Retschwiller
Retschwiller (Duits: Retschweiler) is een gemeente in het Franse departement Bas-Rhin in de regio Grand Est en telt 240 inwoners (2005).
De gemeente maakt deel uit van het kanton Wissembourg in het arrondissement Haguenau-Wissembourg. Voor 1 januari 2015 was het deel van het kanton Soultz-sous-Forêts en het arrondissement Wissembourg, die toen beide werd opgeheven.

## Geografie
De oppervlakte van Retschwiller bedraagt 3,3 km², de bevolkingsdichtheid is 72,7 inwoners per km².
De onderstaande kaart toont de ligging van Retschwiller met de belangrijkste infrastructuur en aangrenzende gemeenten.

## Demografie
Onderstaande figuur toont het verloop van het inwonertal (bron: INSEE-tellingen).